# Ben Kimondiu
Benedict Muli (Ben) Kimondiu (30 november 1977) is een Keniaanse atleet, die is gespecialiseerd in de lange afstand.
In 2001 werd hij tweede op de marathon van Los Angeles. In datzelfde jaar won hij de Chicago Marathon in een PR-tijd van 2:08.52 waarbij hij eigenlijk als haas zou meelopen. Hij versloeg met slechts vier seconde voorsprong zijn landgenoot en grote favoriet Paul Tergat. Aan zijn erelijst kon hij in 2004 de Tokyo International Marathon toevoegen waarbij hij derde werd in 2:09.27.

## Persoonlijke records
| Onderdeel      | Prestatie | Datum            | Plaats  |
| -------------- | --------- | ---------------- | ------- |
| halve marathon | 1:02.21   | 4 februari 2001  | Eldoret |
| 25 km          | 1:15.30   | 12 februari 2006 | Tokio   |
| marathon       | 2:08.52   | 7 oktober 2001   | Chicago |

## Palmares

### 10 Eng. mijl
- 1999:  Colt Defenders in Arlington - 48.43
- 1999:  Broad Street Run in Philadelphia - 48.42
- 1999: 12e Nortel Networks Cherry Blossom in Washington - 49.37
- 2000:  Blue Cross Blue Shield Broad Street Run in Philadelphia - 49.52
- 2000: 23e Nortel Networks Cherry Blossom in Washington - 50.24

### halve marathon
- 1998:  halve marathon van Nyuhururu - 1:04.39
- 1999:  halve marathon van Fairfield - 1:03.40
- 1999:  halve marathon van Philadelphia - 1:02.22
- 1999:  halve marathon van Machakos - 1:03.49
- 2000:  halve marathon van Eldoret - 1:02.26
- 2000:  halve marathon van Coban - 1:05.46
- 2000:  halve marathon van Fairfield - 1:04.12
- 2000: 5e halve marathon van Chihuahua - 1:04.25
- 2000:  halve marathon van Tequila - 1:05.45
- 2001:  halve marathon van Eldoret - 1:02.21
- 2001: 5e halve marathon van Virginia Beach - 1:03.00
- 2001: 6e halve marathon van Philadelphia - 1:04.01
- 2002:  halve marathon van Eldoret - 1:02.50
- 2002: 43e halve marathon van Lissabon - 1:07.55
- 2002:  halve marathon van Cali - 1:04.13
- 2002:  halve marathon van Bogotá - 1:04.35
- 2002:  halve marathon van Medellín - 1:03.24
- 2003:  halve marathon van Bogotá - 1:04.23
- 2003:  halve marathon van Medellín - 1:04.45
- 2006:  halve marathon van Indianapolis - 1:03.22

### marathon
- 2000: 16e New York City Marathon - 2:21.27
- 2001:  marathon van Los Angeles - 2:15.13
- 2001: DNF marathon van San Diego
- 2001:  Chicago Marathon - 2:08.52
- 2002: 26e Boston Marathon - 2:20.38
- 2002: 11e Chicago Marathon - 2:13.57
- 2003: DNF marathon van Nagano
- 2003: 13e Chicago Marathon - 2:15.10
- 2004:  marathon van Tokio - 2:09.27
- 2004: DNF New York City Marathon
- 2005:  marathon van Nairobi - 2:12.38
- 2006:  marathon van Arizona - 2:14.39
- 2006: 12e marathon van Ottawa - 2:18.01,4
- 2007: DNF marathon van Tokio
- 2007: 13e marathon van Ottawa - 2:22.19
- 2010: 10e marathon van Nairobi - 2:13.59
- 2011: 15e marathon van Nairobi - 2:13.38
- 2012: 17e marathon van Hongkong - 2:21.40